# Gussainville
Gussainville is een gemeente in het Franse departement Meuse in de regio Grand Est en telt 36 inwoners (2009). De plaats maakt deel uit van het arrondissement Verdun.

## Geografie
De oppervlakte van Gussainville bedraagt 14,0 km², de bevolkingsdichtheid is dus 2,6 inwoners per km².

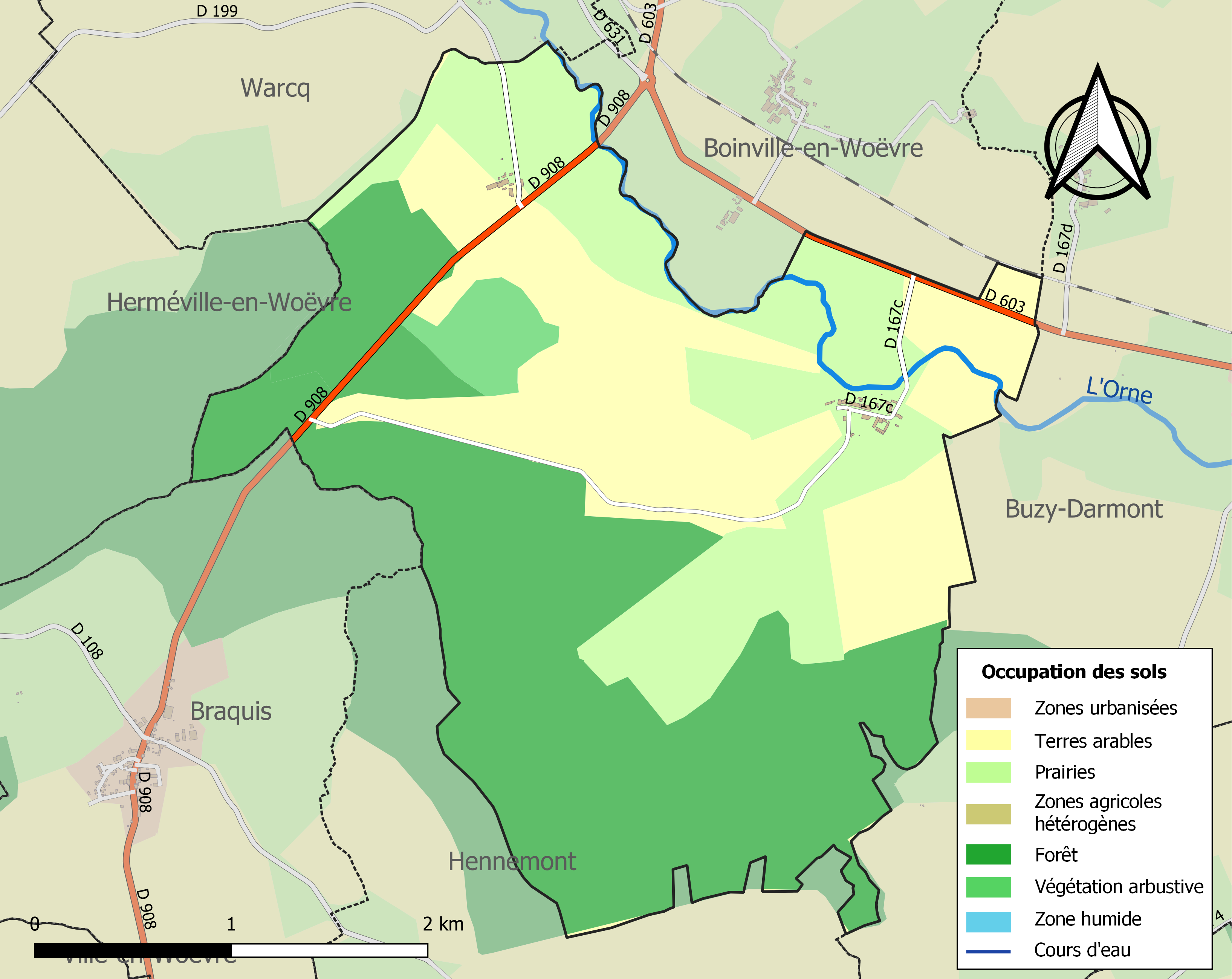
Kaart van de gemeente met de belangrijkste infrastructuur, bodemgebruik en omliggende gemeenten

## Demografie
Onderstaande figuur toont het verloop van het inwonertal (bron: INSEE-tellingen).